# مهمانخانه دروازه اژدها
مهمانخانه دروازه اژدها (به انگلیسی: New Dragon Gate Inn) یک فیلم سینمایی هنگ کنگی ووشیا محصول سال ۱۹۹۲ به کارگردانی ریموند لی و تهیه کنندگی تسوی هارک است،
بازیگران اصلی این فیلم بریجیت لین، تونی لیانگ کا-فای، مگی چانگ و دانی ین هستند.